# خلاد بن السائب
خلاد بن السائب الزٌّرَقِيُّ، وكان ثقة قليل رواية الحديث. روى عنه السائب، وعطاء بن يسار، والمطلب بن عبد الله بن حنطب المخزومي. كان أبوه صحابي من الأنصار من الخزرج، وشهد جده غزوة بدر.

## نسبه وأسرته
- هو خلاد بن السائب بن خلاد بن سويد بن ثعلبة بن عمرو بن حارثة بن امرئ القيس بن مالك الأغر بن ثعلبة بن كعب بن الخزرج بن الحارث بن الخزرج الأكبر، الأنصاري الخزرجي، ثم من بلحارث بن الخزرج.
- أبوه السائب بن خلاد بن سويد ولي اليمن في عهد معاوية بن أبي سفيان.[1][2]
- أمّه أنيسة بنت ثعلبة بن زيد بن قيس بن النعمان بن مالك.
- أبناؤه: إبراهيمَ وأمّه أمّ ولد، وجَذيمَةَ امرأة وأمّها جميلة بنت تميم بن يَعار من بني جِدارة، وأمّ سعد، وأمّ سهل وأمّهما أمّ ولد.[3]